# Sialaiana
Sialaiana är ett släkte av insekter. Sialaiana ingår i familjen vårtbitare.
Kladogram enligt Catalogue of Life:
| Sialaiana | \| \| Sialaiana sigfridi \| \| \| \| \| \| Sialaiana transiens \| \| \| \| |
|           | \| \| Sialaiana sigfridi \| \| \| \| \| \| Sialaiana transiens \| \| \| \| |
|           | Sialaiana sigfridi                                                         |
|           |                                                                            |
|           | Sialaiana transiens                                                        |
|           |                                                                            |